# Walking in the Night
| Recensione | Giudizio |
| ---------- | -------- |
| AllMusic   |          |

Walking in the Night è un album a nome del gruppo musicale jazz Italiano Quintetto Basso-Valdambrini, pubblicato nel 1960.

## Tracce

### LP
(1960, RCA Italiana, PML 10089)
Lato A
1. Lotar – 3:10 (musica: Oscar Valdambrini) – Registrato il 25 maggio 1960
2. Blues for Gerry – 3:36 (musica: Attilio Donadio) – Registrato il 25 maggio 1960
3. Time Was – 2:36 (musica: A. Grettici) – Registrato il 25 maggio 1960
4. Bashfully – 2:49 (musica: A. Grettici) – Registrato il 25 maggio 1960
5. Estroverso – 3:11 (musica: Piero Umiliani) – Registrato il 1º giugno 1960
6. Tea Time – 3:00 (musica: H. Gefolge) – Registrato il 1º giugno 1960

Durata totale: 18:22
Lato B
1. Mitigati – 2:36 (musica: Oscar Valdambrini) – Registrato il 1º giugno 1960
2. Softly – 3:58 (musica: A. Grettici) – Registrato il 1º giugno 1960
3. Walking in the Night – 3:55 (musica: Oscar Valdambrini) – Registrato il 1º giugno 1960
4. Renee – 3:53 (musica: Attilio Donadio) – Registrato il 1º giugno 1960
5. Dialogo – 3:18 (musica: Piero Umiliani) – Registrato il 1º giugno 1960
6. Ricordando Lester – 3:22 (musica: Attilio Donadio) – Registrato il 1º giugno 1960

Durata totale: 21:02

## Formazione

### Gruppo
- Gianni Basso – sassofono tenore
- Oscar Valdambrini – tromba
- Renato Sellani – pianoforte
- Giorgio Azzolini – contrabbasso
- Gianni Cazzola – batteria

### Produzione
- Salvatore Galeazzo Biamonte – note retrocopertina album originale[2]